# He (Familienname)
He ist ein chinesischer Familienname.

## Namensträger
- He (China) († 189), chinesische Kaiserin der Östlichen Han-Dynastie
- He Bingjiao (* 1997), chinesische Badmintonspielerin
- He Chao (* 1992), chinesischer Wasserspringer
- He Chong (* 1987), chinesischer Wasserspringer
- Chuan He (* 1972), chinesisch-amerikanischer Chemiker
- He Cui (* 1969), chinesischer Chengspieler, Musikpädagoge und -produzent
- He Cuilian (* 1991), chinesische Sportkletterin
- He Cuiling (* 1955), chinesische Badmintonspielerin
- He Dan Jia († 1526 v. Chr.), chinesischer König
- He Guoqiang (Politiker) (* 1943), chinesischer Politiker
- He Guoqiang (Snookerspieler) (* 2000), chinesischer Snookerspieler
- He Hanbin (* 1986), chinesischer Badmintonspieler
- He Hui (* 1972), chinesische Sängerin (Sopran)
- He Jiahong (* 1953), chinesischer Jurist und Schriftsteller
- Jianping He (* 1973), deutsch-chinesischer Grafikdesigner
- He Jie (* 1998), chinesischer Langstreckenläufer
- He Jin (135–189), chinesischer General
- He Jing (* 1953), Managerin aus Singapur, siehe Ho Ching
- He Jing (Kanutin) (* 1983), chinesische Kanutin
- He Jinxian (* 2006), chinesischer Sprinter
- He Jiting (* 1998), chinesischer Badmintonspieler
- He Kang (1923–2021), chinesischer Politiker
- He Kexin (* 1992), chinesische Turnerin
- He Lianping (* um 1958), chinesischer Badmintonspieler
- He Lifeng (* 1955), chinesischer Politiker
- Lin He (* 1974), chinesisch-US-amerikanische Molekularbiologin
- He Long (1896–1969), chinesischer Armeeführer
- He Luli (1934–2022), chinesische Medizinerin und Politikerin
- He Lüting (1903–1999), chinesischer Komponist
- He Man (2. Jahrhundert), chinesischer Offizier
- He Miao († 189), chinesischer General
- He Min (* 1992), chinesischer Wasserspringer
- Paul He Zeqing (* 1968), chinesischer Geistlicher, Bischof von Wanzhou
- He Ping, chinesischer Generalmajor und Unternehmer
- He Pingping (1988–2010), kleinster Mann der Welt
- He Qinglian (* 1956), chinesische Autorin, Wirtschafts- und Sozialwissenschaftlerin
- He Qingtang (1937–2022), chinesischer Forstwissenschaftler
- He Shangquan (* um 1963), chinesischer Badmintonspieler
- He Sirin (* 1989), türkische Tischtennisspielerin
- Steven He (* 1996), irischer Schauspieler und Komiker
- He Ting Ru (* 1983), singapurische Anwältin und Politikerin
- He Weifang (* 1960), chinesischer Rechtswissenschaftler, Hochschullehrer und Journalist
- He Wenna (* 1989), chinesische Trampolinturnerin
- He Wuga (* 1998), chinesische Langstreckenläuferin
- He Xi (* 1971), chinesischer Schriftsteller
- He Xianghong (* 1998), chinesischer Geher
- He Xiangjian (* 1942), chinesischer Unternehmer, siehe Midea Group
- He Xiangu, mythologische Figur
- He Xiangyang (* 1962), chinesischer Badmintonspieler
- He Xinyin (1517–1579), chinesischer Vertreter der Taizhou-Schule des Neokonfuzianismus
- He Xiu (Han-Dynastie) (何休,  Hé Xiū) (129–182), chinesischer Gelehrter
- He Xiu (Qing-Dynastie) (何琇,  Hé Xiù), chinesischer Gelehrter
- Xuhua He (* 1979), chinesischer Mathematiker
- He Yan (195/209–249), chinesischer Politiker
- He Yanwen (* 1966), chinesische Ruderin
- He Yecong (* 1994), chinesischer Tennisspieler
- He Yi (2. Jahrhundert), chinesischer Offizier
- He Yiming (auch He Tim; * 1962), chinesischer Badmintonspieler
- He Yin (* 1992), chinesischer Eishockeyspieler
- He Ying (* 1977), chinesische Sportbogenschützin
- He Yingqiang (* 1965), chinesischer Gewichtheber
- He Yinli (* 1988), chinesische Marathonläuferin
- He Yinqin (1890–1987), chinesischer General und Politiker
- He Zehui (1914–2011), chinesische Physikerin
- He Zhaowu (1921–2021), chinesischer Philosoph und Übersetzer
- He Zhenliang († 2015), chinesischer Sportfunktionär
- He Zhiwen (* 1962), chinesisch-spanischer Tischtennisspieler
- He Zhuojia (* 1998), chinesische Tischtennisspielerin
- He Zhuoqiang (* 1967), chinesischer Gewichtheber
- He Zi (* 1990), chinesische Wasserspringerin
- He Zizhen (1909–1984), chinesische Ehefrau von Mao Zedong
- Mario He (* 1993), österreichischer Poolbillardspieler
- Ricky He (* 1995), kanadischer Schauspieler
- Ziyu He (* 1999), chinesischer Violinist
- Kaiserinmutter He, Mutter des chinesischen Kaisers Sun Hao